# Molí del Marraco
El Molí del Marraco és una obra de Sant Martí de Riucorb (Urgell) inclosa a l'Inventari del Patrimoni Arquitectònic de Catalunya. Sòls en queden les quatre parets, a la façana hi ha l'any 1769. El seu antic propietari era el marquès de Verdú.